# Limnia saratogensis
Limnia saratogensis är en tvåvingeart som först beskrevs av Fitch 1855.  Limnia saratogensis ingår i släktet Limnia och familjen kärrflugor. Inga underarter finns listade i Catalogue of Life.